# Blansko
Blansko (tyska: Blanz) är en stad i Tjeckien. Den ligger i distriktet med samma namn och regionen Södra Mähren, i den östra delen av landet, 180 km sydost om huvudstaden Prag. Blansko ligger 278 meter över havet och antalet invånare är 20 664 (2016).